# Ritmo cassinese
Il Ritmo Cassinese è un'allegoria in versi anonima la cui interpretazione non è risolta, composta da novantasei versi in dodici strofe di varia lunghezza, ed è una delle prime opere letterarie scritte in lingua volgare in Italia. Secondo Peter Dronke la sua "arte e consapevolezza letteraria precludono ogni possibilità che costituisca l'effettiva origine della composizione volgare in Italia" (Rico, 681).

## Storia
Il componimento è conservato nel manoscritto 552-32 dell'Abbazia di Montecassino e risale all'XII secolo, sebbene la ricopiatura sul codice risalga alla fine del XII e l'inizio del XIII, giudicando la scrittura. È stato pubblicato per la prima volta a Napoli nel 1791, mentre solo nel secolo successivo sono iniziati seri tentativi di una sua edizione critica.

## Lingua
Il dialetto del poeta è centro-meridionale e ogni strofa è composta da ottonari monorimi con un distico o una terzina finale, sebbene presenti irregolarità metriche e linguistiche. Notevole è la presenza di latinismi e di provenzalismi.

## Autore
Il poeta comunque prende spunto da una fonte latina, una Scriptura forse identificabile con la Bibbia. Analizzando riferimenti interni, si è ipotizzata la possibile stesura da parte di un giullare che traendo forse spunto da dibattiti in corso negli ambienti monastici meridionali, ed echeggiando su antiche leggende su Alessandro Magno, in particolare del Re Indiano Poro, come presente ad esempio nella Collatio Alexandri regis cum Dindimo rege.Ne deriva un confronto tra due monaci che rappresentano due mondi: l'oriente ascetico e l'occidente più mondano.

## Testo e parafrasi
lo bostru audire combello:

de questa bita interpello

e•ddell’altra bene spello.

Poi k’enn altu m’encastello,

ad altri bia renubello.

E•mmeb’e[n]cendo flagello.

Et arde la candela, sebe libera,

et altri mustra bïa dellibera.

Et eo, se nce abbengo culpa jactio,

por vebe luminaria factio.

Tuttabia me nde abbibatio

e ddiconde quello ke sactio:

c’alla Scrittura bene platio.

Ajo nova dicta per fegura,

ke da materia no sse transfegura

e coll’altra bene s’affegura.

La fegura desplanare;

c’apo i lobollo pria mustrare.

Ai, dumque, pentia null’omo fare

questa bita regu[l]are?

Deducer’e deportare

mort’è, non guita, gustare.

Cunqua de questa sia pare?

Ma tantu quistu mundu è gaudebele

ke l’unu e l’altru face mescredebele!

Ergo, poneteb’a mente

la Scriptura como sente.

Ca là sse mosse d’Oriente

unu magnu vir prudente,

et un altru Occidente.

Fori junt’in albescente;

addemandaruse presente.

Ambo addemandaru de nubelle,

l’unu e ll’altru dicuse nubelle.

Quillu d’Oriente pria

altia l’occlu, sì llu spia,

addemandaulu tuttabia

como era, como gia.

«Frate meu, de quillu mundu bengo,

loco sejo et ibi me combengo.»

Quillu, auditu stu respusu

cuscì bonu d'amorusu,

dice: «Frate, sedi, josu;

non te paira despectusu;

ca multu fora colejusu

tia fabellare ad usu.

Hodie mai plu non andare,

ca te bollo multu addemandare,

serbire, se•mme dingi commandare.»

«Boltier’ audire nubelle

de sse toe dulci fabelle:

onde sapientia spelle,

dell’altra bene spelle.

[...]

Certe credotello, frate,

ca tutt’è ’m beritate.

Una caosa me dicate

d’essa bostra dignitate:

poi k’en tale destuttu state,

quale bita boi menate?

Que bidande mandicate?

Abete bibande cuscì amorose

como queste nostre saporose?»

«Ei, parabola dissensata!

Quantu male fui trobata!

Obebelli ài manucata

tia bibanda scellerata?

Obe l’ài assimilata?

Biband’avemo purgata

d’ab enitiu preparata:

perfecta binja piantata,

de tuttu tempu fructata.

En qualecumqua causa delectamo

tutt’a quella binja lo trobamo

e•ppuru de bedere ni satiamo.»

«Ergo non mandicate?

Non credo ke bene ajate!

Homo ki nimm bebe ni manduca

non sactio comunqua se deduca

nin quale vita se conduca.»

«Dumqua, te mere scoltare:

tie que te bollo mustrare

Se tu sai judicare

tebe stissu, metto a•llaudare.

Credi, non me betare

lo mello, ci*tte'nde pare.

Homo ki fame unqua non sente

non è sitiente.

Qued à besonju, tebe saccente,

de mandicare e de bibere? Niente!»

«Poi k’en tanta gloria sedete,

nulla necessu n’abete;

ma quantunqu’a Deu petite

tuttu lo ’m balia tenete;

et en quella forma bui gaudete.

Angeli de celu sete!»»
eccito il vostro ascolto,

di questa vita duco

e dell'altra ben spero.

Dopo che in alto mi sono rinchiuso

lascio ad altri la vita secolare.

Verso di me uso penitenze.

Arde la candela, ma io son libero,

ad altri mostra la via libera.

E se giaccio in una colpa,

per voi illumino la via.

Tuttavia mi eccito

e dico quello che so:

che trovo nella Scrittura.

Ho nuove parole in allegoria,

che colla materia non si trasfigura

e coll'allegoria si può ben esprimere.

Voglio spiegare l'allegoria,

ma prima la voglio mostrare.

Dunque, potrebbe qualche uomo fare

questa vita regolare?

Divertirsi e sollazzarsi

è morte, non è gustar la vita.

Che cosa è l'origine di questa vita?

Ma tanto questo mondo è godibile

che l'uno e l'altro rende miscredente.

Per questo ponetevi in mente

cosa è scritto nella Scrittura.

Si mosse di là, dall'Oriente

un grande uomo prudente,

ed un altro dall'Occidente.

Sono giunti verso l'alba;

si chiesero del presente.

Entrambi chiesero cose nuove

l'uno e l'altro si dicono cose nuove.

«Quello d'Oriente prima

alza l'occhio, lo guarda

e gli chiede tuttavia

come era, come va.

Fratello mio, da quel mondo vengo

lì risiedo e lì voglio ritornare.»

Quello, udita questa risposta,

così ben affettuosa,

dice: «fratello, resta, siedi,

non apparire dispettoso,

che molto sarebbe desiderabile

parlarti familiarmente.

Oggi non camminare più

perché ti voglio chiedre molte cose

e servirti, se mi comandi qualcosa.»

«Volentieri ascolto cose nuove

se tu ne parli dolcemente,

per cui di sapienza parli,

parla dell'altro bene.»

«Certamente ti credo, fratello,

che tutto è detto con verità:

che mi diciate una cosa

di questa nostra dignità:

poiché state in questo sollazzo,

quale vita voi menate?

quali cibi mangiate?

Avete vivande così amorose

come queste nostre saporose?»

«O parola insensata!

Quanto malamente fu pronunciata!

Dove l'hai mangiata

questa vivanda scellerata?

Quando l'hai ingerita?

Noi abbiamo una bevanda pulita,

preparata bene dall'inizio

abbiamo piantato una vigna perfetta,

che in ogni stagione porta frutto.

E qualunque cosa ci serve (e ci diletta)

in quella vigna la troviamo;

e anche da bere ci saziamo.»

«Dunque, non mangiate?

Non credo che ne riceverete bene!

Uomo che non beve e non mangia

non so come si possa divertire

né quale vita possa fare.»

«Dunque, ti conviene ascoltarmi,

perché te lo voglio dimostrare.

Se tu sai giudicare,

tu stesso da solo lo loderai.

Credimi, non mi vietare

il meglio, se ti sembra.

Un uomo che fame mai non sente

e non ha sete

cosa ha bisogno, perché tu lo sappia,

di mangiare e di bere? Niente!»

«Poi che in tanta gloria sedete,

e nessuna necessità avete;

ma ogni cosa che a Dio chiedete,

tutto a disposizione lo avete;

e in quella forma voi godete.

Angeli del cielo, siete.»»